# David Itō
David Itō (デビット伊東?, Itō Debitto; Saitama, 12 agosto 1966) è un attore, comico e doppiatore giapponese.
Il suo vero nome è Tsumotu Itō (伊藤 努?, Itō Tsutomu), ed è anche un imprenditore ed uomo d'affari.
Inizia la sua carriera all'interno del mondo dello spettacolo verso la metà degli anni '90 e da allora si è distinto sia in ruoli di supporto e accompagnamento di giovani attori idol maschili in una vasta serie di dorama e pellicole cinematografiche che a teatro e in vari talkshow. Sposato ad un'estetista, ha prestato inoltre la voce al personaggio di Jagger in Ken il guerriero - La leggenda.

## Filmografia

### Televisione
- Wild de Iko (NTV, 1997)
- Seija no Koushin (TBS, 1998)
- Great Teacher Onizuka (Fuji TV, 1998)
- Odoru Daisousasen Aki no hanzai bokumetsu Special (Fuji TV, 1998)
- P.A. Private Actress (NTV, 1998)
- Tengoku ni ichiban chikai otoko (TBS, 1999)
- Yonigeya Honpo (NTV, 1999, ep. 8-9)
- Genroku Ryoran (NHK, 1999)
- Shin D (NTV, 1999)
- Gekka no Kishi (TV Asahi, 2000)
- Heart (NHK, 2001)
- Trick 3 (TV Asahi, 2003, ep. 9-10)
- Kanojo ga Shinjyatta (NTV, 2004)
- Shinsengumi (serie televisiva) (NHK, 2004, ep. 7)
- Dollhouse (TBS, 2004, ep. 9)
- Sky High 2 (TV Asahi, 2004, ep. 8)
- Denchi ga Kireru Made (TV Asahi, 2004)
- Rikon Bengoshi (Fuji TV, 2004, ep. 5)
- Joi - Yu (Fuji TV, 2004)
- Nebaru Onna (NHK, 2004)
- Division 1 Miracle (Fuji TV, 2005)
- M no Higeki (TBS, 2005)
- Hamano Shizuka wa Jiken ga Osuki (Fuji TV, 2005, ep. 3)
- Ame to Yume no Ato ni (TV Asahi, 2005)
- Doyo Wide Gekijo Kurokawa no Techo SP (TV Asahi, 2005)
- Mei-bugyo! Ooka Echizen (TV Asahi, 2005, ep. 8)
- Dragon Zakura (TBS, 2005)
- Astro Kyudan (TV Asahi, 2005)
- Chakushin Ari (TV Asahi, 2005)
- Hana Yori Dango (TBS, 2005)
- Saiyuki (serie televisiva) (Fuji TV, 2006, ep. 10)
- Shichinin no Onna Bengoshi (TV Asahi, 2006, ep. 3)
- Dare Yorimo Mama wo Ai su (TBS, 2006, ep. 9)
- Kakure Karakuri (TBS, 2006)
- Teppan Shoujo Akane!! (TBS, 2006)
- Hana Yori Dango Returns (TBS, 2007)
- Kirakira Kenshui (TBS, 2007, ep. 10)
- Jotei (TV Asahi, 2007, ep. 9-10)
- Kodomo no Jijo (TBS, 2007)
- Joshi Deka! (TBS, 2007, ep. 5)
- Yukan Club (NTV, 2007, ep. 10)
- 4 Shimai Tantei Dan (TV Asahi, 2008, ep. 2)
- Ashita no Kita Yoshio (Fuji TV, 2008, ep. 4-6)
- Kurama Tengu (NHK, 2008, ep. 6)
- Shichinin no Onna Bengoshi 2 (TV Asahi, 2008, ep. 1)
- Hachi-One Diver (Fuji TV, 2008, ep. 2)
- Kansahojin (NHK, 2008, ep. 2)
- Lotto 6 de San-oku Ni-senman En Ateta Otoko (TV Asahi, 2008, ep. 9)
- Maison Ikkoku (live drama) Kanketsuhen (TV Asahi, 2008)
- Team Batista no Eiko (Fuji TV, 2008, ep. 3)
- Ryūsei no kizuna (TBS, 2008, ep. 4)
- Shiroi Haru (Fuji TV, 2009)
- Kamen Rider Decade (TV Asahi, 2009, ep. 18-19)
- Mr. Brain (TBS, 2009, ep. 5)
- Ohitorisama (TBS, 2009)
- Yamato Nadeshiko shichi henge (serie televisiva) (TBS, 2010, ep. 1)
- Hammer Session! (TBS, 2010, ep. 2)
- Toshi Densetsu no Onna (TV Asahi, 2012, ep. 4)
- Doubles (TV Asahi, 2013, ep4)
- Ouroboros (serie televisiva) (TBS, 2015)

### Cinema
- Mirai no Omoide: Last Christmas (1992)
- Kiss me or kill me: Todokanakutemo Aishiteru (2005)
- Bashment (2005)
- Hana Yori Dango Final (2008)
- Mr. Tadano's Secret Mission: From Japan With Love (2008)
- Shukumei no Jiodo (2010)
- Rinjo: Gekijoban (2012) - Yuzo Kakogawa (psichiatra)